# Jörg Böhme
Jörg Böhme (Hohenmölsen, 22 gennaio 1974) è un allenatore di calcio ed ex calciatore tedesco, di ruolo centrocampista, tecnico del Nieheim.

## Carriera

### Club
Centrocampista sinistro, fino al crollo del Muro di Berlino giocò in Germania Est nelle giovanili di BSG Chemie Zeitz e Carl Zeiss Jena. Debuttò nel professionismo con la squadra di Jena collezionando dal 1992 al 1994 due presenze. Successivamente giocò per Norimberga, Eintracht Francoforte, Monaco 1860, Arminia Bielefeld e Borussia Mönchengladbach. Ceduto dal Borussia nel marzo 2006, ha firmato un contratto valido per un anno con l'Arminia, club che lo aveva lanciato ad alti livelli.
Con lo Schalke 04 ha vinto la Coppa di Germania nel 2001 e nel 2002 oltre che, a livello internazionale, la Coppa Intertoto UEFA 2004.

### Nazionale
Giocò con la Germania durante la militanza allo Schalke 04 segnando una rete, in un'amichevole contro l'Ungheria, in dieci partite e partecipò con la spedizione tedesca al campionato del mondo 2002, nella quale si dovette arrendere solo in finale contro il Brasile.

## Statistiche

### Presenze e reti nei club
Statistiche aggiornate al termine della carriera.
| Stagione                        | Squadra                         | Campionato                      | Campionato | Campionato | Coppe nazionali | Coppe nazionali | Coppe nazionali | Coppe continentali | Coppe continentali | Coppe continentali | Altre coppe | Altre coppe | Altre coppe | Totale | Totale | Totale |
| Stagione                        | Squadra                         | Comp                            | Pres       | Reti       | Comp            | Pres            | Reti            | Comp               | Pres               | Reti               | Comp        | Pres        | Reti        | Pres   | Reti   |        |
| ------------------------------- | ------------------------------- | ------------------------------- | ---------- | ---------- | --------------- | --------------- | --------------- | ------------------ | ------------------ | ------------------ | ----------- | ----------- | ----------- | ------ | ------ | ------ |
| 1992-1993                       | Carl Zeiss Jena                 | 2L                              | 2          | 0          | CG              | 0               | 0               | -                  | -                  | -                  | -           | -           | -           | 2      | 0      |        |
| 1993-1994                       | Carl Zeiss Jena II              | TL                              | 20         | 2          | CG              | 1               | 0               | -                  | -                  | -                  | -           | -           | -           | 21     | 2      |        |
| 1994-1995                       | Norimberga                      | 2L                              | 16         | 1          | CG              | 0               | 0               | -                  | -                  | -                  | -           | -           | -           | 16     | 1      |        |
| 1995-1996                       | Eintracht Francoforte           | BL                              | 18         | 1          | CG              | 2               | 0               | Int                | 3                  | 0                  | -           | -           | -           | 23     | 1      |        |
| 1995-1996                       | Eintracht Francoforte II        | RL                              | 4          | 2          | -               | -               | -               | -                  | -                  | -                  | -           | -           | -           | 4      | 2      |        |
| 1996-1997                       | Monaco 1860                     | BL                              | 15         | 1          | CG              | 2               | 0               | Int                | 3                  | 0                  | -           | -           | -           | 20     | 1      |        |
| 1997-1998                       | Monaco 1860                     | BL                              | 8          | 0          | CG              | 1               | 0               | CU                 | 3                  | 1                  | -           | -           | -           | 12     | 1      |        |
| Totale Monaco 1860              | Totale Monaco 1860              | Totale Monaco 1860              | 23         | 1          |                 | 3               | 0               |                    | 6                  | 1                  |             | -           | -           | 32     | 2      |        |
| 1998-1999                       | Arminia Bielefeld               | 2L                              | 25         | 2          | CG              | 2               | 0               | -                  | -                  | -                  | -           | -           | -           | 27     | 2      |        |
| 1999-2000                       | Arminia Bielefeld               | BL                              | 25         | 1          | CG              | 1               | 0               | -                  | -                  | -                  | -           | -           | -           | 26     | 1      |        |
| 2000-2001                       | Schalke 04                      | BL                              | 30         | 10         | CG              | 5               | 4               | -                  | -                  | -                  | -           | -           | -           | 35     | 14     |        |
| 2001-2002                       | Schalke 04                      | BL                              | 31         | 7          | CG+CdL          | 4+2             | 3+1             | UCL                | 5                  | 0                  | -           | -           | -           | 42     | 11     |        |
| 2002-2003                       | Schalke 04                      | BL                              | 24         | 5          | CG+CdL          | 1+2             | 0               | CU                 | 3                  | 0                  | -           | -           | -           | 30     | 5      |        |
| 2003-2004                       | Schalke 04                      | BL                              | 14         | 1          | CG              | 0               | 0               | Int+CU             | 0                  | 0                  | -           | -           | -           | 14     | 1      |        |
| 2004-gen. 2005                  | Schalke 04                      | BL                              | 2          | 0          | CG+CdL          | 2+0             | 0               | Int+CU             | 4+2                | 0                  | -           | -           | -           | 10     | 0      |        |
| Totale Schalke 04               | Totale Schalke 04               | Totale Schalke 04               | 101        | 23         |                 | 16              | 8               |                    | 14                 | 0                  |             | -           | -           | 131    | 31     |        |
| 2004-gen. 2005                  | Schalke 04 II                   | OL                              | 1          | 0          | -               | -               | -               | -                  | -                  | -                  | -           | -           | -           | 1      | 0      |        |
| 2004-2005                       | Borussia M'gladbach             | BL                              | 13         | 1          | CG              | -               | -               | -                  | -                  | -                  | -           | -           | -           | 13     | 1      |        |
| 2005-2006                       | Borussia M'gladbach             | BL                              | 1          | 0          | CG              | 0               | 0               | -                  | -                  | -                  | -           | -           | -           | 1      | 0      |        |
| Totale Borussia Monchengladbach | Totale Borussia Monchengladbach | Totale Borussia Monchengladbach | 14         | 1          |                 | 0               | 0               |                    | -                  | -                  |             | -           | -           | 14     | 1      |        |
| 2006-2007                       | Arminia Bielefeld               | BL                              | 30         | 4          | CG              | 1               | 0               | -                  | -                  | -                  | -           | -           | -           | 31     | 4      |        |
| 2007-2008                       | Arminia Bielefeld               | BL                              | 22         | 1          | CG              | 1               | 0               | -                  | -                  | -                  | -           | -           | -           | 23     | 1      |        |
| Totale Arminia Bielefeld        | Totale Arminia Bielefeld        | Totale Arminia Bielefeld        | 102        | 8          |                 | 5               | 0               |                    | -                  | -                  |             | -           | -           | 107    | 8      |        |
| 2007-2008                       | Arminia Bielefeld II            | OL                              | 1          | 0          | -               | -               | -               | -                  | -                  | -                  | -           | -           | -           | 1      | 0      |        |
| Totale carriera                 | Totale carriera                 | Totale carriera                 | 302        | 39         |                 | 27              | 8               |                    | 23                 | 1                  |             | -           | -           | 352    | 48     |        |

## Palmarès

### Competizioni nazionali
- Campionato tedesco di seconda divisione: 1

Arminia Bielefeld: 1998-1999
- Coppa di Germania: 2

Schalke 04: 2000-2001, 2001-2002

### Competizioni internazionali
- Coppa Intertoto UEFA: 1

Schalke 04: 2004